# 京都大学大学院農学研究科附属農場
京都大学大学院農学研究科附属農場（きょうとだいがくだいがくいんのうがくけんきゅうかふぞくのうじょう、英: Experimental Farm, Kyoto University）は、国立大学法人京都大学大学院農学研究科・農学部が所有する実習農場。2016年、大阪府高槻市から京都府木津川市に統合移転した。
京都大学大学院農学研究科附属農場古曽部温室（英: Kosobe Conservatory）は、大阪府三島郡磐手村大字古曽部にかつてあった温室である。
京都大学大学院農学研究科附属農場は一部が国の史跡（安満遺跡）に指定され、その周囲が都市公園（安満遺跡公園）として整備された。
古曽部温室はすでに閉鎖されており、跡地はマンション。
植物園自然保護国際機構（BGCI）による認証コード、およびハーバリウムのイニシャルはKosco。

## 概要
- 所在地: 京都府木津川市城山台4-2-1
  - 本館などの建物と施設栽培用諸施設、圃場からなる。
- 座標:
  - 旧高槻農場: 北緯34度51分19.4秒 東経135度37分51.1秒 / 北緯34.855389度 東経135.630861度
  - 現木津農場: 北緯34度44分03.3秒 東経135度50分22.2秒 / 北緯34.734250度 東経135.839500度

公開講座を毎年11月3日（文化の日）に、一般市民を対象に開催。一般市民向けの公開行事として公開。農場ツアー、農業体験実習、公開ラボ、パネル展示、農産物即売などのイベントを催している。
農場で生産された農産物を本館1階の販売室で一般に販売している。
高槻市にあった頃は生涯学習センターや市民大学講座などでの講演、中学生の職業体験学習、小学生の農場見学会などで活用されてもいた。
古曽部庭園は、日曜から火曜の午前9時から午後4時30分まで、一般の人が入場料を支払って訪問でき、庭園は12月29日から1月3日まで休業していた。

## 歴史

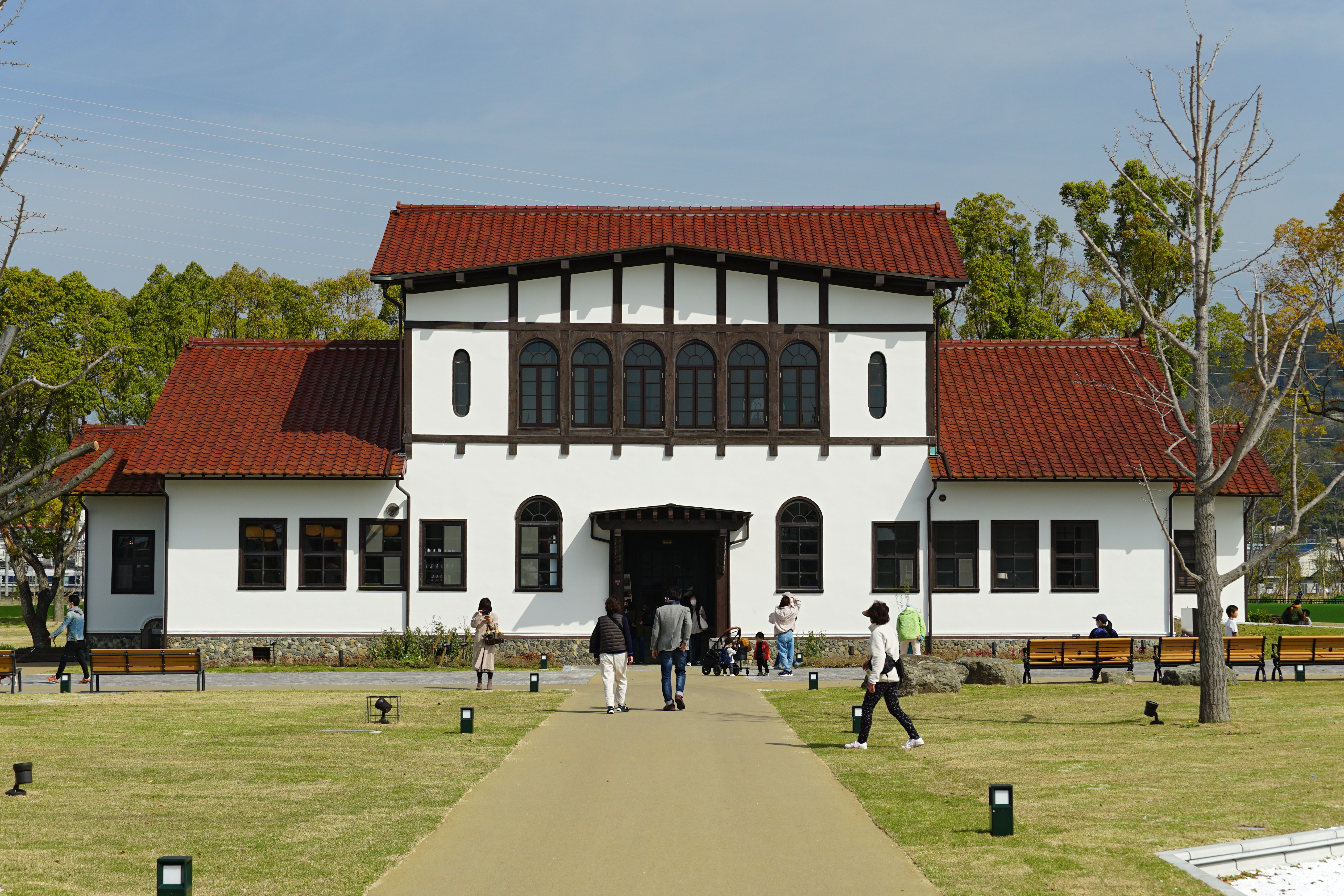
旧京都大学大学院農学研究科附属農場本館（1920年築。高槻市、安満遺跡公園内）

1923年11月に発足した京都帝国大学農学部に翌年1924年農学部附属農場を設置。1928年には大阪府三島郡磐手村（現・高槻市）大字安満に摂津農場を設置。摂津農場附属古曽部園芸場温室は1929年 月に学部生および大学院生を教育し、熱帯および亜熱帯起源の観賞用植物に関する園芸研究を進めるために設立された。 
戦後の1961年には農場組織の機構が改正され、摂津農場を本場とし、古曽部園芸場を古曽部温室と改称。1991年には古曽部温室部を花卉温室部に改組している。 
1998年より、農学部・農学研究科の改組に伴い、農学研究科附属農場となる。
2009年、京都大学・高槻市・都市再生機構・木津川市により農場の移転が大枠合意になる。2011年には農場敷地のうち約6.4 haが国史跡（安満遺跡）に指定され、2014年2月農場用地の一部を高槻市に譲渡した。
2014年に新農場整備を開始して、2016年3月、高槻市の農場（現安満遺跡公園）と古曽部温室を廃止。2016年4月から、現在の木津農場を開設した。

## コレクション
総面積は24.6 haで圃場面積は約11 haある。
水田は4.2 haあり、イネを栽培のほか、田畑輪換でダイズとムギなども有する。
果樹園が3.2 haを有し、無加温のハウスでブドウやナシ栽培を行っている。
蔬菜園が1.2 haを有し、トマト、イチゴの施設栽培、またトリジェネレーションシステムの検証を行っている。
花卉園が0.7 haを有し、複合環境制御温室でバラの周年栽培など。
その他、遺伝子組換え隔離圃場用地を0.5 haを有するほか、プロジェクト研究圃場を1.4 ha準備。
農業用水は深井戸による地下水利用のほか、水田へ配水池供給を行うほか、ビオトープを有し、また農業排水と雨水を集水池貯留しており、貯留水は園内の諸所に利用されている。